# رومولو أوليفيرا أموريم
رومولو أوليفيرا أموريم هو لاعب كرة قدم برازيلي في مركز الهجوم، ولد في 19 أبريل 1990 في بارامبو في البرازيل. لعب مع نادي بونتي بريتا.

## وصلات خارجية
- رومولو أوليفيرا أموريم على موقع قاعدة بيانات كرة القدم.إي يو (الإنجليزية)
- رومولو أوليفيرا أموريم على موقع Soccerway.com (الإنجليزية)